# Naturalisme social

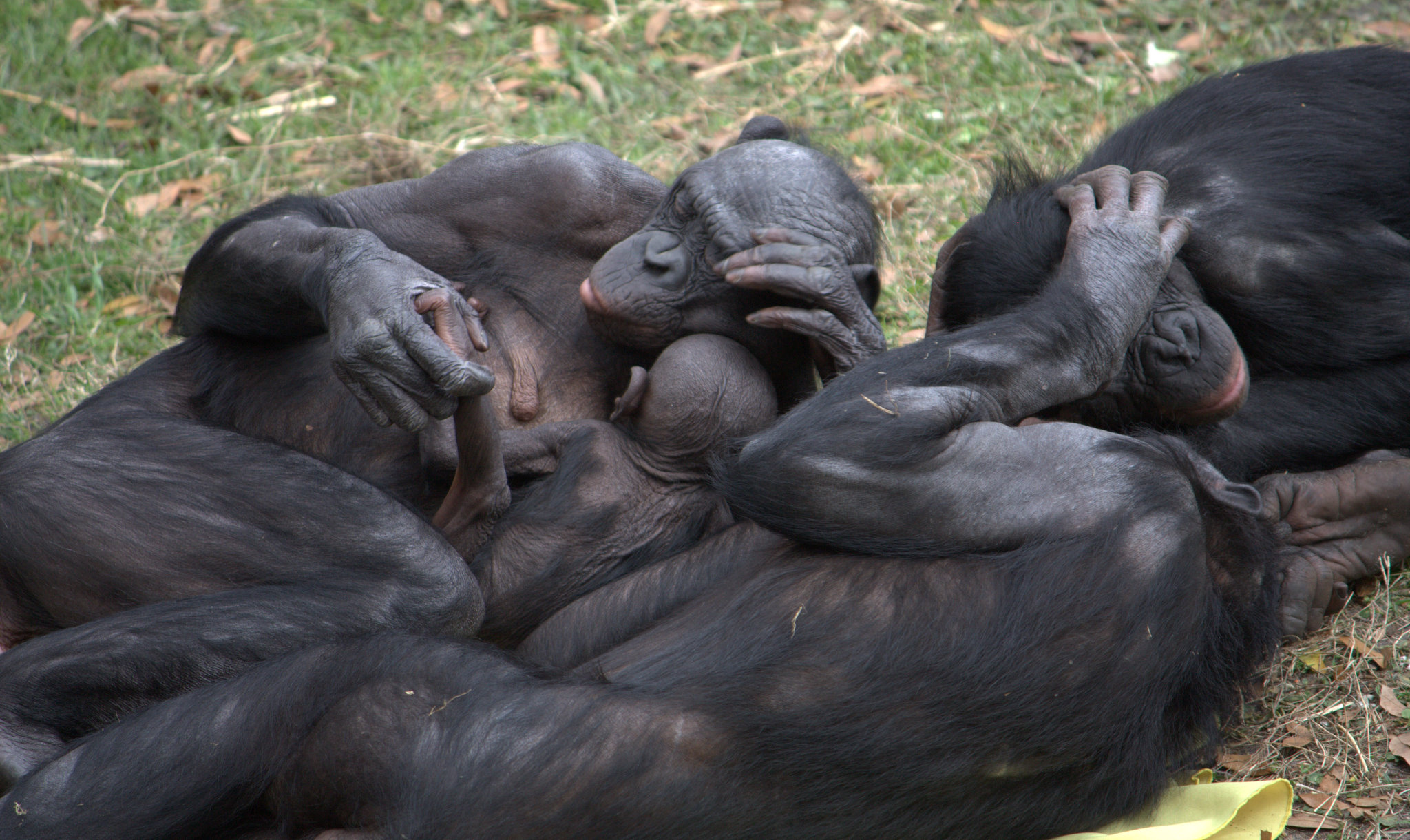
Moment de tendresse entre hominidés

Le naturalisme social est une posture épistémique en sciences sociales prenant en considération les sciences naturelles dans l'étude sociologique, ce qui implique l'interdisciplinarité. Cette posture peut être interprétée comme une volonté de rendre compte du social par une explication naturelle ; pourtant elle se distingue de la sociobiologie dans la mesure où elle met en évidence la spécificité de l'action sociale humaine, notamment l'aptitude à donner ou accorder du sens, à croire, à créer des catégories et identités sociales complexes, à faire des choix préférentiels basés sur des valeurs diverses.

## Histoire
John Dewey et George Herbert Mead sont vues comme les plus anciens tenants du naturalisme social, et selon Louis Quéré, il serait difficile de trouver plus « naturalistes sociaux » que ces deux penseurs qui ont vu dans le social, une explication naturelle. Auguste Comte, Émile Durkheim, Gabriel Tarde et Marcel Mauss sont aussi vus comme ayant promu un naturalisme social proche de l'anthropologie. L'anthropologie est un domaine des sciences sociales qui a historiquement pris en compte les sciences naturelles dans son approche.
Chez Durkheim, le naturalisme social signifie que l'humain est considéré comme un être intrinsèquement social et que les catégories d'entendement, dont il se dote, sont le fruit d'actions collectives, de pratiques, qu'il est possible d'expliquer par la sociologie.

## Posture épistémique
Le naturalisme en sciences sociales implique une prise en compte des savoirs en sciences naturelles et sciences cognitives, dans l'étude du social. En considérant que le fait social qu'est l'organisation en société et en groupes sociaux est antérieur à l’apparition d'homo sapiens, cette approche redéfinit son objet de recherche pour s'intéresser aux éléments proprement humains du social; c'est-à-dire le fait de « faire sujet » : « Alors que la société est un fait de nature, le statut de sujet est donc un « fait institutionnel », au sens où John Searle (1995) l’entend : pour « compter comme » un sujet, l’être social doit conquérir les attributs publics qui caractérisent normativement le statut de sujet et produire le « surplus d’être » qui le rendra irréductible à un rôle ou un statut social préexistant. »
Cette approche pousse à centrer l'étude sociologique en prenant en compte les invariants cognitifs, les similitudes formelles et les formes sociales universelles, pour se concentrer sur ce qui expliquerait les variations observables. Il est observable que les gens savent d'eux mêmes prévoir et anticiper les comportements d'autrui grâce à des repères sémantiques et culturels, ce qui explique pourquoi un enfant sait très tôt hiérarchiser des collectifs sociaux ; il se développe un « sens social » issu de processus évolutifs anciens. La part explicative sociologique est alors celle qui ne s'explique pas autrement que par le sens que les humains ont produit lors de leurs interactions sociales, puisque le fait de former des organisations sociales et du lien social est commun à de nombreuses espèces vivantes, mais pas celui de produire des histoires, des croyances et idéologies partagées auxquelles on accorde autant d'importance ; « On peut imaginer qu’il est possible de découvrir des réseaux sociaux dans d’autres espèces que l’espèce humaine, par exemple au moins chez les loups et les singes. On trouve dans ces espèces des ordres hiérarchiques, des liens, et certainement des luttes pour le contrôle. Voir par exemple Wilson (1979) et Wynne-Edwards (1985). Tout cela implique un certain niveau de communication, mais qui reste relativement simple et n’a pas besoin d’être plus complexe que l’échange de phéromones dans les sociétés de fourmis (Wilson, 1970). Cela conduit à penser que ce sont le sens et les histoires qui placent l’action sociale humaine à part. Sans les histoires, l’action sociale serait monotone ; il n’y aurait pas toutes ces « couleurs » que les humains observent et utilisent dans les cadres sociaux. » Laurence Kaufmann et Laurent Cordonier (puis Laurent Cordonier, seul, dans son ouvrage La nature du social, PUF, 2018) précisent que les processus connus comme ceux liés à la dominance, et à la conformité, sont souvent plus significatifs sur les vastes processus sociohistoriques humains que les idéologies en elles-mêmes : « Ainsi, l’historien Yvan Ermakoff montre minutieusement comment, en mars 1933 et en juillet 1940 en Allemagne, Adolf Hitler a été mis au pouvoir en raison des processus contingents d’alignement et de conformité de groupe qui ont eu lieu dans les réunions des parlementaires, pétrifiés par l’incertitude politique et la peur de l’isolement social (Ermakoff, 2008). »
Pour Olivier Morin, la question reste entière quant à la façon dont les intérêts et les choix préférentiels s'opèrent au niveau évolutif et ne sont pas encore compris : « la position de Laurence Kaufmann et Laurent Cordonier n’est absolument pas triviale. L’un des acquis les plus solides de la sociobiologie est que la coopération entre organismes individuels pose un certain nombre de problèmes, dus au fait que les intérêts évolutionnaires de ces organismes ne sont pas entièrement communs ». Tenant de la posture naturiste inspirée par les sciences cognitives, il tient à préciser que l'approche sociologique du naturalisme social s'éloigne de la sociobiologie, en continuant de focaliser son étude sur la production sociale du sens qui vient influer autant sur nos perceptions et actions, tout en ne négligeant pas les aspects évolutifs hérités : « L’histoire évolutive de notre esprit social a des conséquences, aujourd’hui, pour notre vie en commun. Il est utile de les prendre en compte pour comprendre la perception des inégalités ou la constitution des groupes sociaux ».
Dans Naturalisme versus constructivisme ?, sous la direction de Michel de Fornel et Cyril Lemieux, les auteurs cherchent à réconcilier le naturalisme et le constructivisme à travers la sociologie durkhémienne et à travers un ouvrage de Durkheim en particulier, Les Formes élémentaires de la vie religieuse.

## Débat pérenne
Le débat opposant nature et culture est ancien. Bien que pour certains chercheurs en sciences sociales le naturalisme social soit perçu comme une voie fertile pour la recherche sociologique, d'autres y voient le retour cyclique d'anciennes volontés d'expliquer le social par le biologique. En ce sens, pour Louis Quéré cette posture n'est qu'une tentative récurrente de vouloir dériver le social d'une source autre : « Sous la nouvelle fable qui nous est proposée, celle d’une « existence sociale primitive » fondée sur des capacités cognitives universelles et sur une régulation endocrinienne du lien social, on reconnaîtra un projet récurrent : fonder le social sur du non-social ou l’expliquer par des infrastructures ». Albert Ogien ajoute notamment que cette posture positive tend à jeter une ombre sur les approches qui se refusent à prendre une posture naturaliste en sciences sociales et qui peinent à se voir reconnaitre comme disciplines scientifiques et se voient régulièrement comparer aux sciences formelles et naturelles.
Pour Louis Quéré le naturalisme social est une façon contemporaine de naturaliser le social et équivaut à un réductionnisme qui tend à faire des faits sociaux, des faits naturels